# Марі-Кілемари
Марі́-Кілема́ри (рос. Мари-Килемары, марій. Марий Килемар) — присілок у складі Кілемарського району Марій Ел, Росія. Входить до складу Кілемарського міського поселення.

## Населення
Населення — 15 осіб (2010; 20 у 2002).
Національний склад (станом на 2002 рік):
- марі — 85 %